# Mega Man 11
Mega Man 11 är ett action-plattformsspel till Microsoft Windows, Nintendo Switch, Playstation 4 och Xbox One, utvecklat av Capcom. Det är det elfte spelet i serien om Mega Man.